# Cocoharpinia iliffei
Cocoharpinia iliffei là một loài động vật giáp xác thuộc họ Phoxocephalidae. Đây là loài đặc hữu của Bermuda.